# Mohammad Alí Nayafí

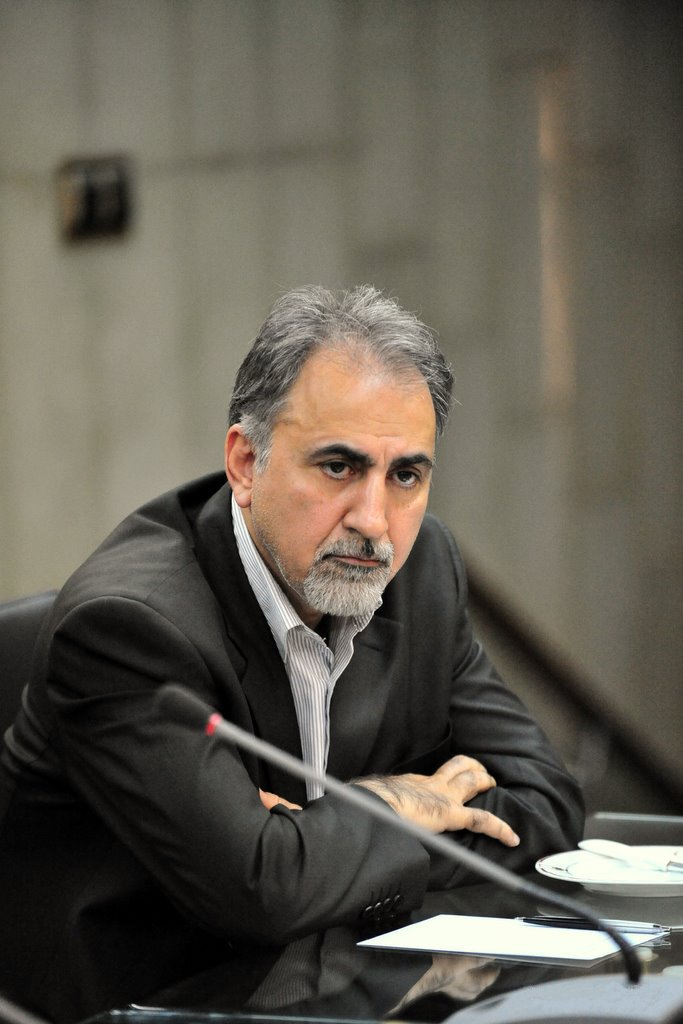
Mohammad Alí Nayafí

Mohammad Alí Nayafí (13 de enero de 1952 en Teherán) es un político y profesor universitario en matemática y antiguo ministro del gabinete iraní. 
Fue ministro de ciencia y tecnología en el gabinete de Mir Hosein Musaví y después de eso, ministro de educación en el gabinete de Akbar Hashemí Rafsanyaní. Después de eso, fue nombrado jefe del Centro de Planificación y Presupuesto en el gabinete de Mohammad Jatamí. 
Se postuló para un escaño en el Consejo Islámico Municipal de Teherán en las elecciones locales de 2006. Fue elegido líder del Partido de los Ejecutivos de la Construcción el 1 de abril de 2011. Fue nominado por segunda vez como ministro de Educación el 4 de agosto de 2013 por el presidente Hasán Rouhaní. Sin embargo, no recibió el voto de confianza de la Asamblea Consultiva Islámica, el órgano legislativo iraní.